# Synallaxe d'Itatiaia
Asthenes moreirae
Espèce
Statut de conservation UICN

 LC  : Préoccupation mineure
Répartition géographique
Le Synallaxe d'Itatiaia (Asthenes moreirae, anciennement Oreophylax moreirae) est une espèce de passereaux appartenant à famille des Furnariidae.

## Répartition et habitat
Cet oiseau vit dans le sud-est du Brésil, dans la région d'Itatiaia (Serra do Itatiaia, Serra do Caraça et Serra dos Órgãos).

## Habitat
Son habitat est les régions de broussailles tropicales et subtropicales de haute altitude. Il apprécie notamment les zones de Chusquea.

## Taxinomie
Cette espèce appartenait au genre monotypique Oreophylax. Elle a été déplacée dans le genre Asthenes par le COI, suivant une étude de Derryberry et al. (2010).